# Bibcode
Bibcode (även kallat "refcode") är en kompakt identifierare som används av ett antal astronomiska datasystem för att unikt ange litteraturreferenser. Den bibliografiska referenskoden (REFCODE) utvecklades ursprungligen för att användas i SIMBAD och NASA/IPAC Extragalactic Database (NED), men det blev en de facto-standard och används nu i större utsträckning, till exempel av NASA:s Astrophysics Data System som myntade termen "bibcode". Koden har en fast längd på 19 tecken och har formen:
där YYYY är året för referensen och JJJJJ är en kod som anger var referensen publicerades. När det gäller en journalreferens är VVVV volymnummer. M anger den del av tidskriften där referensen publicerades (till exempel B för ett bokstavsavsnitt), PPPP ger utgångssidnummer och A är den första bokstaven i efternamnet på den första författaren. Några exempel på koden är som följer:
| Bibcode             |  | Reference |
| 1974AJ.....79..819H |  | Heintz, W. D. (1974). ”Astrometric study of four visual binaries”. The Astronomical Journal 79: sid. 819–825. doi:10.1086/111614. Bibcode: 1974AJ.....79..819H.                                                                               |
| 1924MNRAS..84..308E |  | Eddington, A. S. (1924). ”On the relation between the masses and luminosities of the stars”. Monthly Notices of the Royal Astronomical Society 84: sid. 308–332. Bibcode: 1924MNRAS..84..308E.                                                |
| 1970ApJ...161L..77K |  | Kemp, J. C.; Swedlund, J. B.; Landstreet, J. D.; Angel, J. R. P. (1970). ”Discovery of circularly polarized light from a white dwarf”. The Astrophysical Journal Letters 161: sid. L77–L79. doi:10.1086/180574. Bibcode: 1970ApJ...161L..77K. |